# Niske Zemlje
Niske Zemlje, pojam je kojim se kroz povijest označavalo donji tok nekoliko velikih rijeka koje su tekle nizinskim krajevima jugozapadnoga priobalja Sjevernoga mora i njegove bliže unutrašnjosti: rijeke Rajne, Šelde i Meuse. To se  područje danas nalazi na teritoriju Belgije, Nizozemske, Luksemburga, sjeverne Francuske i sjeverozapadne Njemačke. Pojam se koristio u kasnome srednjemu vijeku i ranome novomu vijeku. Osim toga zemljopisnoga kriterija, postoji i povijesni kriterij. Područje Niskih Zemalja kroz povijest pripadalo je Srednjoj Franačkoj te Donjoj Lotaringiji. Nakon što su te tvorevine propale, susjedne države i feudalni nasljednici tih krajeva raskomadale su taj prostor među sobom. To su bile Burgundijska Nizozemska, Habsburška Nizozemska te Ujedinjene Nizozemske Provincije. Južni dio Niskih Zemalja, koji je bio pod Habsburzima, bio je poznat kao Španjolska i Austrijska Nizozemska. Sjeverni je dio bio Nizozemska Republika. U 16. su stoljeću bile u istoj političkoj jedinici (Republika Sedam Ujedinjenih Niskih Zemalja), a još početkom 19. stoljeća bile su opet ujedinjene kao Ujedinjeno Kraljevstvo Nizozemske.